# Rzemienowice
Rzemienowice – wieś w Polsce położona w województwie świętokrzyskim, w powiecie kazimierskim, w gminie Opatowiec. 
| SIMC    | Nazwa    | Rodzaj    |
| ------- | -------- | --------- |
| 0258023 | Kolonia  | część wsi |
| 0258030 | Pagórek  | część wsi |
| 0258046 | Podgaje  | część wsi |
| 0258052 | Zamłynie | część wsi |

W latach 1975–1998 miejscowość administracyjnie należała do województwa kieleckiego. W 2014 Gmina Opatowiec wydała ilustrowaną monografię gminy i jej sołectw.
W 2016 w ramach projektu Ukryte krajobrazy kulturowe zachodniomałopolskich wyżyn lessowych potwierdzono odkrycie w Rzemienowicach olbrzymiej osady sprzed ok. 2 tys. lat rozpoznanej w 2012 w ramach na zdjęciach lotniczych przez Piotra Wronieckiego i Krzysztofa Wieczorka. Badania były prowadzone w ramach autorskiego projektu Prospekcja Małopolska oraz projektu Narodowego Centrum Nauki przez archeologów z Uniwersytetu Wrocławskiego i Uniwersytetu Jagiellońskiego.

## Osoby związane z Rzemienowicami
- Barbara Cena (z domu Stoksik) – ur. 1943 w Rzemienowicach, artysta plastyk